# Àrab dialectal

Extensió de les llengües àrabs pel nord d'Àfrica i Pròxim Orient

Àrab dialectal és el nom genèric que reben les varietats d'àrab parlat, enfront de l'àrab clàssic i la seva derivació, l'àrab estàndard.

## Característiques generals
L'àrab dialectal, en tota la seva diversitat, és l'autèntica llengua materna dels àrabs. S'utilitza en l'àmbit domèstic, en la conversa informal entre naturals d'una mateixa àrea dialectal i en la cançó i la poesia populars. Paral·lelament, l'àrab clàssic, o la seva versió més moderna, anomenada àrab estàndard, és la llengua de l'ensenyament, de l'administració, de l'escriptura, dels mitjans de comunicació, de la litúrgia islàmica i de la conversa entre àrabs d'àrees dialectals molt allunyades. És una segona llengua que s'adquireix, generalment, a l'escola.
L'àrab dialectal, excepte comptades excepcions, no s'escriu ni s'estudia. Per a l'expressió escrita, fins i tot si és de caràcter familiar, s'usa l'àrab clàssic. Encara que és una afirmació una mica simple, se sol dir que en un context formal els àrabs pensen en una llengua i s'expressen en una altra. Això crea una situació de diglòssia que planteja problemes de major o menor calat segons països i estrats socials. No és un fenomen exclusiu de la llengua àrab, ja que existeix d'igual manera, per exemple, a Itàlia.
En termes generals, gràcies a l'omnipresència dels mitjans de comunicació i l'accés cada vegada més generalitzat a l'ensenyament, els àrabs entenen l'àrab oficial, i també, encara que en menor mesura, poden utilitzar-lo activament amb major o menor correcció. La situació varia per zones: a Algèria, per exemple, l'administració francesa que va dirigir el país entre 1830 i 1962 va emprendre una política de radical desarabització que va fer que l'àrab clàssic pràcticament desaparegués del país i fos substituït com a llengua de cultura pel francès. Encara que, després de la independència, s'ha intentat normalitzar l'ús de l'àrab clàssic, l'èxit ha estat només parcial: continua sent percebut per molta gent com una cosa exòtica; troba oposició entre la població de llengua amaziga i ha de competir amb el francès. En el costat oposat podria estar el Líban, país que té un alt grau d'alfabetització, on no hi ha minories lingüístiques, on la llengua dels colonitzadors (el francès, també) no va desplaçar mai l'àrab clàssic com a llengua de cultura i on existeix una àmplia classe intel·lectual que s'expressa en àrab clàssic: els libanesos utilitzen tots dos registres lingüístics amb normalitat. Les diferències existeixen també en funció de la procedència rural o urbana dels habitants, de l'edat o de la situació econòmica.
Encara que la varietat dialectal és gran, els dialectes o la seva majoria comparteixen una sèrie de característiques que els diferencien de l'àrab clàssic. En general, pot dir-se que estan més evolucionats: l'àrab es considera la llengua semítica viva més arcaica, i l'àrab clàssic ja era arcaïtzant en temps de Mahoma en relació amb la llengua parlada. N'és un exemple l'absència de declinació: hi ha una declinació residual en àrab clàssic que l'àrab dialectal elimina completament, així com les vocals breus de final de paraula. El dialectal és en general més simple: on l'àrab clàssic utilitza diverses formes, el dialectal n'utilitza només una. Per exemple, els relatius alladi, alladina, alladayni, etc. ('el qual', 'els quals', 'els quals dos'…) s'uneixen en àrab dialectal en la forma invariable allí. Ocorre el mateix amb el vocabulari: l'àrab clàssic té gran quantitat de sinònims, que desapareixen en dialectal. El dialectal té un vocalisme més feble: sovint les vocals s'elideixen quan no són imprescindibles per a pronunciar les consonants. El dialectal té, a més, una major abundància de préstecs d'altres llengües.
Les majors diferències es donen entre dialectes orientals o màixriqs i occidentals o magrebins. Dins de cadascuna d'aquestes àrees els dialectes són, excepte casos excepcionals, intel·ligibles entre si. És molt més difícil -i de vegades pràcticament impossible- la intercomprensió entre àrabs occidentals i orientals. Cal assenyalar, no obstant això, que és molt més difícil per a un parlant oriental entendre un occidental que el contrari. Això es deu a dues coses: la primera, que la pronunciació oriental és més oberta que l'occidental. La segona, que els magrebins tenen més costum de sentir parlar dialectes orientals, sobretot l'egipci, utilitzats en gran quantitat de pel·lícules, sèries de televisió i cançons que s'exporten a tot el món àrab.
Gràcies a aquest fenomen, el dialecte egipci és comprès en gairebé totes parts, i sovint s'utilitza com a lingua franca en lloc de l'àrab clàssic, o barrejat amb aquest.

## Formació dels dialectes
En l'Aràbia preislàmica existien nombroses varietats d'àrab, agrupades generalment en tres àrees: la d'Adnan, la de Qahtan i la d'Himiar. Existia una llengua literària comuna i sovint s'usava com a llengua vehicular el dialecte de la Meca, gran mercat i centre religiós de la península. Amb l'expansió islàmica a partir del segle vii, la llengua àrab s'estén amb rapidesa fora d'Aràbia, com a llengua litúrgica i administrativa del nou Imperi islàmic, i a poc a poc va convertint-se en la llengua materna de gran part dels pobles islamitzats. L'existència d'una important variació dialectal està documentada des de dates molt primerenques. En la formació dels dialectes intervenen factors com els següents:
- La transformació de l'àrab oficial. El que avui es diu àrab clàssic es converteix en model de llengua àrab a partir de l'Alcorà. En aquest àrab oficial, amb el temps, aniria operant-se una diferenciació geogràfica en un procés similar al del llatí.
- L'exportació dels dialectes d'Aràbia. Encara que a nivell religiós, administratiu i literari, els àrabs usaven una llengua estàndard de creació recent, a nivell de llengua parlada se suposa que seguirien utilitzant-se els dialectes preislàmics en molt gran mesura. Els exèrcits conqueridors sovint s'organitzaven per tribus, amb la qual cosa exportaven a les zones de conquesta, i posterior assentament, els seus propis trets dialectals. Aquesta és la raó que puguin trobar-se fenòmens dialectals similars en zones molt allunyades entre si, però que en un altre temps van estar sota la influència de colons procedents d'una mateixa tribu o àrea geogràfica d'Aràbia. Per exemple, la pronunciació [g] de la lletra àrab jim, característica de l'àrab egipci, procedeix del Iemen.
- L'aïllament geogràfic o polític és, naturalment, un dels més importants factors de diferenciació. El cas més extrem potser és el del maltès, dialecte àrab que s'ha desenvolupat en complet aïllament fins al punt de convertir-se en una llengua per dret propi. Entre les varietats d'àrab parlat, la més diferent és l'àrab maronita xipriota, parlat per una petita comunitat de monjos maronites a Xipre. Tenen també grans diferències amb les restants varietats de l'àrab el parlat en regions limítrofes, conegut com a hassania, així com les varietats parlades a Nigèria, Txad o Afganistan, llocs on és una llengua molt minoritària.
- L'acció dels substrats. L'Imperi islàmic va agrupar poblacions lingüísticament molt diverses, i la llengua àrab va rebre en cada zona aportacions de les diferents llengües preislàmiques. En l'àrab magrebí és fonamental el substrat amazic, com en l'egipci ho és el copte o en l'àrab mesopotàmic el persa o el kurd.

Finalment, l'acció de les llengües dels diferents imperis i potències que han dominat regions del món àrab ha deixat també la seva empremta en els diferents dialectes. Així, l'acció del francès és visible en els dialectes del Magrib, i especialment en l'algerià, de la mateixa manera que l'anglès ha influït (encara que en menor mesura) en dialectes d'Orient Mitjà com l'egipci, el palestí o l'iraquià. Els diversos segles de dominació otomana, han deixat també gran quantitat de vocabulari d'origen turc en molts dialectes, especialment els orientals.

## Dialectes

Variants d'àrab al món. (El mapa no té en compte les llengües minoritàries)

Lingüísticament, la principal diferència entre les variants d'àrab és la que es dona entre les varietats orientals i occidentals, cadascuna amb un cert nombre de subdivisions:
- Variants occidentals (o magrebines):
  - L'àrab andalusí (extint), de l'antic Àndalus.
  - Àrab magrebí, que inclouria:
    - Àrab marroquí
    - El magrebí oriental d'Algèria i Tunísia
      - Àrab algerià
      - Àrab tunisià

    - A més de variants de transició com les de Líbia (àrab libi).

  - Àrab saharià, frontera algerianomarroquina, i en menor mesura a Níger.
  - Hassania (Sàhara occidental i Mauritània), també al Marroc i Algèria.
  - Maltès, que és la forma més divergent d'àrab, molt influïda per l'italià.
- Variants orientals (o maixriquís):
  - L'àrab sudanès, de Sudan i Txad (vegeu també: àrab txadià).
  - L'àrab egipci, d'Egipte; el més conegut per la resta del món àrab gràcies al cinema i la televisió, sobretot en la seva varietat del Baix Egipte, que s'ha convertit en una espècie de koiné prestigiosa.
  - L'àrab llevantí o xami, del Líban, Síria, Jordània, Israel i els Territoris Palestins.
    - Àrab libanès

  - L'àrab mesopotàmic, de l'Iraq, més similar a l'àrab llevantí, però amb trets de l'àrab de més al sud.
  - Àrab peninsular
    - L'àrab del golf Pèrsic, de la península Aràbiga; de Kuwait, l'Iraq, Aràbia Saudita, Bahrain, Qatar, Emirats Àrabs Units i Oman.
    - L'àrab najdí, de la regió de Najd a Aràbia Saudita i els deserts de Jordània i Síria.
    - L'àrab hijazí, de la regió de l'Hijaz a Aràbia Saudita.
    - L'àrab iemenita, del Iemen.

## Varietats de l'àrab dialectal que tenen Viquipèdia pròpia
- Viquipèdia en àrab egipci
- Viquipèdia en maltès

### Varietats en la incubadora
- Àrab marroquí
- Àrab algerià
- Àrab libi
- Àrab llevantí septentrional
- Àrab llevantí meridional
- Àrab xipriota
- Àrab bahrainí